# 冲车

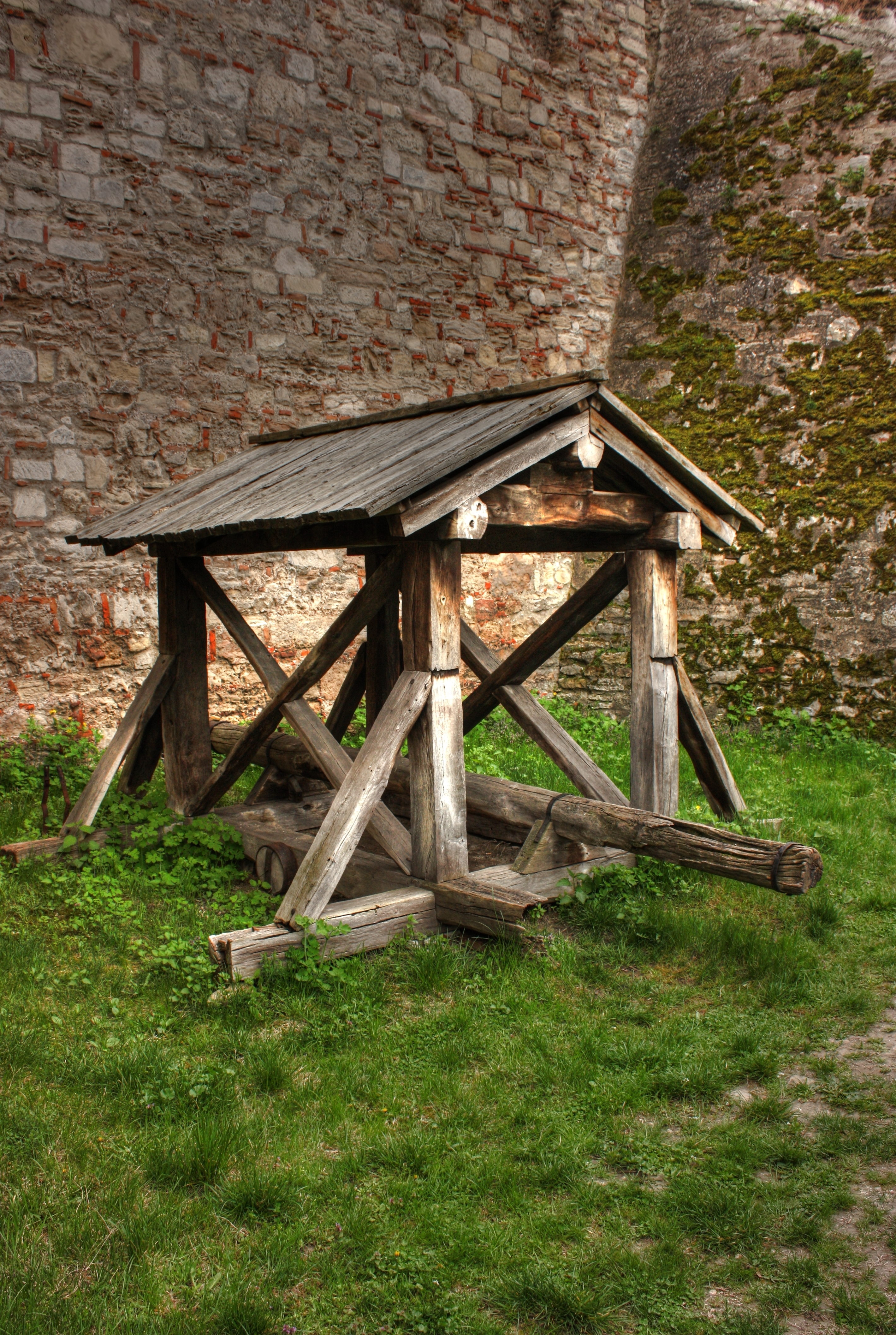
保加利亞的古代冲车

衝車、或稱撞車，属于古代攻城器械，在四輪車上安裝撞木，前裹鐵皮，以冲撞的力量破坏城墙或城门的攻城主要兵器。
《三国演义》第九十七回叙述：孔明大怒曰：“汝烧吾云梯，吾却用‘衝車’之法！”
诸葛亮攻击陈仓的武器，也是历代进行攻城的时候使用的重要战车，在陈仓，被郝昭用链球式磨盘所破。今天的通用轮式装甲车略有其风，只是没有它这样巨大。日本弥生时代也有独自发明破城槌